# Попов, Андрей Алексеевич
Андре́й Алексе́евич Попо́в (12 апреля 1918, Кострома — 10 июня 1983, Москва) — русский советский актёр театра и кино, театральный режиссёр и педагог; народный артист СССР (1965).
Сын выдающегося театрального режиссёра и педагога Алексея Попова, фактического создателя ЦТСА, Андрей Попов более 30 лет своей жизни посвятил этому театру, создал галерею запоминающихся образов от гоголевского Хлестакова до Ивана Грозного в трагедии А.К. Толстого; в 1963—1973 годах был главным режиссёром театра.
Последние десять лет Попов выступал на сцене МХАТа, одновременно в 1976—1979 годах был художественным руководителем Театра имени К.С. Станиславского. На протяжении ряда лет он преподавал в ГИТИСе, выпустил яркий актёрский курс и ещё более яркий режиссёрский.
Андрей Попов много снимался в кино; лучшие свои роли, как и на сцене, сыграл в классическом репертуаре — в экранизациях произведений А. Чехова, У. Шекспира, Ф. Достоевского, И. Гончарова.

## Биография
Андрей Попов родился в Костроме в семье актёра Алексея Дмитриевича Попова и врача Анны Александровны Поповой (в девичестве Преображенской). В апреле 1918 года его отец покинул Московский Художественный театр и уехал в Кострому, чтобы реализовать себя в качестве театрального режиссёра. В том же году Алексей Попов организовал передвижной Театр студийных постановок, которым успешно руководил в течение нескольких лет. В 1923-м, разочаровавшись в своём театре, он вернулся с семьёй в Москву.

### Отец и сын
Когда в последние годы жизни Алексея Попова спрашивали, почему он так рано завершил свою актёрскую карьеру, он отвечал, посмеиваясь: «Зачем же мне? Актёр Попов есть другой: Андрей. Он на меня похож, только гораздо лучше, мягче, тоньше…». Между тем Попов-отец долгое время не хотел, чтобы его сын стал актёром. Андрей вырос за кулисами, читать научился по театральным афишам, в школьные годы участвовал сразу в двух драмкружках и пользовался у сверстников немалым успехом в амплуа комика, но требовательный отец, сомневаясь в актёрском даровании сына, в серьёзности его намерений и вообще способности относиться серьёзно к чему бы то ни было, подозревал, что он просто не знает ничего, кроме театра.
В 1929 году Алексей Попов снял 11-летнего сына в крошечной роли одного из школьников в своей немой комедии «Крупная неприятность», но эта роль никаких актёрских способностей не предполагала, и когда в 1936 году Андрей поступал в Студию при Центральном театре Красной армии, отец, в то время уже возглавлявший ЦТКА, напутствовал его словами: «Пусть шлёпнется — будет знать, как до семнадцати лет всех потешать». Но сын не «шлёпнулся» — поступил, убедив приёмную комиссию в наличии у него по крайней мере комедийного дара, и продолжал «всех потешать». Ни о каком покровительстве речь не шла, отец предоставил сына самому себе, на людях ругал, а дома молчал. Очень высокий рост в сочетании с худобой заставил Андрея Попова особенно усердно заниматься танцем — чтобы овладеть своим нескладным телом; другой, унаследованной от отца проблемой, устранение которой потребовало многих лет труда, был голос — «тусклый и слабый».
Окончив Студию в 1939 году, Андрей Попов год отслужил в армии в качестве актёра-красноармейца при ташкентском отделении театра и в 1940 году был принят в труппу ЦТКА. Отец, к тому времени уже обеспечивший себе место в истории советского театра, и здесь не баловал сына вниманием: годами приходилось довольствоваться массовкой, бессловесными эпизодами или совсем крошечными ролями. Владимир Блок отмечал, что Андрей оказался в крайне двусмысленном положении: «Сын главного режиссёра и без ролей! Кто же на стороне не подумает, что причина тому может быть лишь одна — бездарность несчастного потомка знаменитости?».

### От комедии к трагедии (ЦТСА, 1940—1963)

#### В амплуа комика: первые успехи
Позже Нея Зоркая увидела в кажущемся пренебрежении мудрую педагогику отца, которая заключалась именно в сдерживании, ограничении и, конечно, в завышенных требованиях. Но в том незавидном положении, в каком оказался Андрей Попов, по словам В. Блока, ничего не оставалось, как «мобилизовать отпущенный ему от природы юмор», а чувство неловкости перед коллегами скрывать за повышенной весёлостью. Черты его характера режиссёры расценили как необходимые данные для комедийных ролей — такими и были его первые роли на сцене ЦТСА.
После нескольких лет испытаний на преданность театру, в 1945 году, уже 27-летний Попов получил наконец большую роль — в водевиле Э. Лабиша и А. Делакруа «Копилка». «Вся театральная Москва, — вспоминал Константин Рудницкий, — дружно и бурно восторгалась вдохновенной эксцентриадой молодого Андрея Попова… Говорили о его поразительной подвижности, импровизационной легкости, об элегантной пластике, о какой-то удивительной свободе сценического поведения». В те первые послевоенные годы, Попов-сын, по воспоминания Н. Зоркой, был «слишком высок и худ настолько, что, кажется: вот-вот переломится его долговязая фигура», — сам облик актёра мог производить комический эффект. Людмила Касаткина увидела в нём другое: «Андрюша», несмотря на огромный рост, «был лёгок, воздушен и совершенно по-детски непосредствен».
За «Копилкой» последовали и другие неэпизодические роли в комедиях и водевилях, включая дьякона в инсценировке повести Г. Успенского «Неизлечимый» и Белардо в «Учителе танцев» Лопе де Вега. Индивидуальность молодого Попова, писала Н. Зоркая, отличалась от доминирующего типа той упорядоченной эпохи «острой угловатостью, какой-то тревожной дисгармоничностью». Его «блистательные оболтусы» — Сильвен в «Копилке» и Сис Феррингтон в «Опасном возрасте» А. Пинеро — казались вышедшими из шальных и буйных 20-х годов театральной Москвы; для 40-х всё в нём было немного «чересчур». Но именно поэтому, полагает Н. Зоркая, он легко вписался в новую театральную эпоху, начавшуюся в середине 50-х годов, в отличие от многих кумиров 30—40-х, так и оставшихся в своём времени.
Успех у публики и критики убедил отца в комедийном даровании сына, и в 1951 году Андрей Попов сыграл Хлестакова в гоголевском «Ревизоре». В своём спектакле Алексей Попов сделал Хлестакова главным героем, мизансцены выстраивал, по словам критика, «в расчёте на длинноногую, тощую фигуру сына, на обезоруживающее простодушие улыбки, на его неутомимую и неостановимую подвижность». Попову-отцу нужен был такой Хлестаков, который именно благодаря своей пустоте и ничтожности в сочетании с неутомимой жаждой деятельности мог бы оказаться настоящим ревизором.
Спектакль не был принят ни публикой, ни критикой, оказался, как полагают, излишне серьёзным для той эпохи; но «совсем необаятельный», с абсолютно пустыми глазами, органично сочетавший душевную пустоту с простодушием и наивностью, Хлестаков Попова-сына был признан несомненной актёрской удачей. Если и было в его Хлестакове обаяние, то заключалось оно в отмеченной Л. Касаткиной детской непосредственности: странным образом актёру удалось ввести в эту роль собственную индивидуальность. «То легковесное шутовство, — пишет Вл. Блок, — которым он органично научился прикрывать свою глубокую впечатлительность, свою ранимость… он превратил в суть, в „зерно“ образа»
С 1947 года Андрей Попов снимался в кино, но в ролях отнюдь не комедийных — комедий в эпоху «малокартинья» вообще снималось крайне мало; эти первые роли, по большей части эпизодические, не запомнились зрителям и не вызвали большого интереса у критики; потому незадачливый Эмиль Дюковский в «Шведской спичке» Константина Юдина, вышедшей на экраны в 1954 году, стал «большим дебютом» Попова в кино. Этот фильм, первая ласточка наступавшей «оттепели», своей озорной раскованностью, непринуждённостью, азартом, с каким играл великолепный актёрский ансамбль, не оставил равнодушными ни зрителей, ни критиков. А к Дюковскому Андрея Попова не было претензий даже у сурового отца, кроме одной — непреднамеренно натужной, принесённой с огромной сцены ЦТСА артикуляции. В остальном отец был доволен: «У него там глаза глупые-глупые, блестящие-блестящие… и всюду носом лезет! Настоящий тип Чехова-юмориста!».

#### Между злодеем и героем
Несмотря на успех «Шведской спички», завершение эпохи «малокартинья» и реабилитацию комедии в кинематографе, режиссёры по-прежнему предлагали Андрею Попову некомедийные роли. Выход за рамки лёгкого жанра происходил постепенно и органично: страдающий алкоголизмом косноязычный дьякон в «Неизлечимом» был трагикомичен, нёс в себе, как вспоминала Н. Зоркая, «скрытую печаль, тревожную ноту тоски по лучшему, слёзы по несбывшемуся». И Дюковский Попова, самозабвенный энтузиаст уголовного сыска, был не только смешон, но и вызывал сочувствие. Не все режиссёры ЦТСА считали, что младший Попов способен лишь танцевать, петь и на редкость изобретательно смешить публику; его актёрский потенциал испытывали и в драматических ролях: но эти роли, по свидетельству В. Блока, в отличие от комедийных, не производили неизгладимого впечатления.
Успех пришёл в 1955 году, когда на экраны вышел «Отелло» Сергея Юткевича с Поповым в роли Яго. Столь неожиданному для всех выбору Вл. Блок находит объяснение: режиссёру нужен был такой Яго, в котором никто не заподозрит злодея, и кто же мог лучше, чем «милый Андрюша», быть естественно обаятельным и естественно добродушным даже в роли злодея. У него и получился не заурядный завистник, а, по мнению критика, «вдохновенный „художник зла“».
Признание выразилось в том, что едва ли не все киностудии СССР предлагали Попову негодяев на любой вкус. Актёр предпочёл сыграть «благородного романтика в босяцкой доле» — Челкаша в экранизации рассказа М. Горького. Это был очередной успех, не оценённый самим актёром: выше Яго и Челкаша он ставил английского лётчика Ральфа Чадвика из быстро забытого фильма «Память сердца».
Андрея Попова, актёра характерного и даже острохарактерного по природе своего дарования, привлекали современные положительные герои, для него это был путь к самому себе — и режиссёры, как в театре, так и в кино, шли ему навстречу. Но зрители и критики отдавали предпочтение Петруччо, которого Попов играл с 1956 года в классическом спектакле отца — шекспировском «Укрощении строптивой». Хотя многие и отмечали, что это был герой какой-то другой пьесы: «…У шекспировских титанов, — писала, например, Нина Велехова, — не могло быть улыбки с таким затаённым подспудным содержанием, с таким множеством разноречивых нюансов». А Вл. Блок, вспоминая этот образ многие годы спустя, не скрывал своего сожаления: в Петруччо Попова «просвечивал такой раскованно весёлый азарт его молодого незаурядного таланта, ещё не отягощённого утратами и разочарованиями, с каким позднее мы уже почти не встречались».

#### Первые разочарования
В положительном герое-современнике Попов искал психологическую глубину — и не находил её; сыгранная в 1957 году на сцене роль Гая в пьесе Н. Погодина «Мой друг» и вовсе обернулась творческим провалом, «всерьёз подумывал, что вообще разучился играть», — говорил сам актёр. По этому поводу и по ряду других в 1961 году забила тревогу Н. Велехова на страницах журнала «Театр».
«Он был непредсказуем, — писал Андрей Петров о молодом Попове. — Никогда нельзя было угадать, как он будет играть». Так было, когда Попов в кино после Яго играл Челкаша, а вслед за Челкашом — Ростовщика в «Кроткой» Александра Борисова; он находил свой путь и в прозе М. Горького, и в прозе Ф. Достоевского. Положительный герой в современной драматургии оказался предсказуемым: всегда можно было предугадать, что в этой роли Попов, уже преодолевший былую худобу и ещё не набравший лишний вес, будет красивым и статным, «импозантным», как его Петруччо, но лишённым сколько-нибудь выраженной индивидуальности, не оживлённым актёрским озорством, импровизацией, фантазией; скорее будет походить на «залакированный, парадный портрет».
Вспоминая ранние работы актёра, Н. Велехова писала: «Андрей Попов родился мастером замечать не замеченное другими», он способен «открыть большие темы в малом», «пришёл как художник, чья индивидуальность требовала особых решений в драматургии, отказа от канонов и традиционных рамок…». Но все комплименты критика казались обращенными в прошлое, а в настоящем просматривалась безрадостная перспектива — пополнить ряды коллег, которые, блеснув в молодости ярким дарованием, со временем превратились в «обычных, крепких, средних актёров».
Алексей Попов, уже несколько лет не руководивший ЦТСА, сказал, что готов подписаться под каждым словом критика; а через несколько месяцев его не стало. Для Андрея Попова отец был абсолютным авторитетом в оценке всего, что он делал; его смерть, пишет Вл. Блок, стала настоящим переломом в биографии; в его жизни начинался новый, несчастливый период.

### В роли главного режиссёра (ЦТСА, 1963—1973)

#### Сын за отца

Алексей Попов

Расхождения с Главпуром в понимании репертуарной и художественной политики и постоянные конфликты на этой почве с людьми далекими от искусства были неотъемлемой частью работы Алексея Попова в ЦТСА, и бунт, поднятый группой ведущих актёров в 1958 году на заседании художественного совета, был, как полагал Сергей Колосов, санкционирован свыше. Кроме ставшего популярным после XX съезда обвинения в диктаторских наклонностях и сожаления по поводу плохого состояния здоровья — долгого отсутствия из-за болезни сердца, он выслушал и обычные для всех театров обвинения в наличии любимчиков; многих раздражал стремительный взлёт Андрея. Алексей Попов покинул свой пост, понизив себя до ранга очередного режиссёра; но и в этом качестве оказался лишним: однажды, придя в кассу за зарплатой, узнал, что уже отправлен на пенсию.
Александр Дунаев, назначенный его преемником в 1959 году, продержался недолго — не выдержал сравнения с именитым предшественником; спектакли шли по большей части в полупустых залах, и в 1963 году вновь встал вопрос о главном режиссёре. Теперь уже Андрея Попова призывали возглавить коллектив, играя на самых чувствительных струнах: разве не должен сын спасать театр, который для отца был делом жизни?.
Попов-сын к тому времени успел (ещё в 1960 году) поставить один спектакль, «не хуже других», но режиссёром не стал и таковым себя не считал; даже годы спустя, когда в его активе было уже 6 спектаклей, свой режиссёрский опыт оценивал скромно. Руководить Андрей Попов не умел и на авторитет, каким обладал его отец, положиться не мог: в свои 45 лет для большей части труппы он оставался «милым Андрюшей», которого одни всё ещё помнили робким начинающим — в то время, когда сами они уже были мастерами, а другие ещё не забыли, как вместе томились в массовке.
Для Андрея Попова пост главного режиссёра был очередной — и самой трудной из всех — ролью. Он в буквальном смысле создавал образ руководителя, опираясь на те характерные черты, которые двумя годами раньше нашёл для капитана II ранга Платонова в пьесе А. Штейна «Океан», — и пытаясь, по большей части безуспешно, утвердить платоновское в собственном характере. Некоторое время он утешал себя тем, что занимает свой пост временно и при первой возможности передаст его Леониду Хейфецу — молодому в то время режиссёру, любимому ученику Алексея Попова. Но этим планам не суждено было осуществиться: не сработавшись с более высоким, нежели Попов, начальством, Хейфец в 1970 году покинул театр.
Вообще же Андрей Попов предпочитал считать себя не главным режиссёром, а художественным руководителем (в отличие от большинства театров, в ЦТСА этот пост отсутствовал) и главную свою задачу видел в том, чтобы привлекать в театр талантливых режиссёров, определяя в целом репертуарную политику. Ему удалось создать в коллективе творческую атмосферу, и результаты не заставили себя ждать: зрители возвращались в театр. С 1968 года Попов преподавал на режиссёрском факультете ГИТИСа, и в дальнейшем, как и отец, молодые режиссёрские таланты нередко находил среди собственных учеников.

#### «Чеховский человек»
Алексей Попов в 1960 году писал о Чехове: «Ему обязан, как и всё моё поколение, всем хорошим и чистым, что во мне есть… Парадоксально, но я не поставил ни одной пьесы А. П. Чехова». В ту эпоху, на которую пришёлся расцвет творчества Попова-отца, Чехов не был желанным драматургом ни в Театре Революции, ни тем более в театре, созданном для армии. На сцене ЦТСА его драматургию утверждал Андрей Попов, и для постановки первого чеховского спектакля — им оказался «Вишнёвый сад» (1965) — он пригласил Марию Кнебель, режиссёра мхатовской школы, близкого по духу Попову-отцу.
Попов-сын открыл ЦТСА для Чехова не только в память об отце: он сам становился «чеховским человеком» — именно так в более поздние годы охарактеризует Андрея Попова Ростислав Плятт. Он нашёл себя не в современном репертуаре, а в драматургии Чехова — ещё раньше, чем соприкоснулся с ней на сцене: уже Яков Богомолов в пьесе Горького (1962) был сыгран в стиле, скорее чеховском, нежели горьковском. В исполнении Андрея Попова, пишет Вл. Блок, эта роль «вмещала в себя множество импульсивных нюансов, неожиданных подробностей поведения… поражала многослойностью подтекста».
Помнил Попов и предостережение Н. Велеховой — эту статью он вспоминал даже 20 лет спустя. В «Вишневом саде» все ожидали увидеть его в роли Гаева, но Попов предпочёл Епиходова, «двадцать два несчастья»: «Как я сыграю Гаева, все заранее знают, а вот какой у меня будет Епиходов — это никому не известно и мне самому тоже». Епиходов действительно получился неожиданным, как и сам спектакль М. Кнебель, не предполагавший эксцентрики. Его несуразные выходки намеренно скрадывались; это был обиженный судьбой робкий маленький человек, знающий своё место, стесняющийся своего высокого роста и потому постоянно втягивающий голову в плечи. Примерно так Анатолий Смеянский будет описывать самого Андрея Попова в его последнее десятилетие — словно постоянно извиняющимся за то, что он такой большой и занимает так много места в пространстве.
В 1970 году Попов сыграл главную роль в чеховском «Дяде Ване», поставленном Л. Хейфецем. Его Войницкий, внутренне потерянный, нисколько не убеждённый в своей правоте, заставлял зрителя, пишет К. Рудницкий, оглянуться в прошлое «дяди Вани» и понять, что не Серебряковым погублена его жизнь, а его собственной юношеской восторженностью, слепой преданностью кумиру, которого он сам себе сотворил. «Старая роль в старой пьесе… зеркально отразила судьбу целого поколения. Переосмысление прошлого, мучительное для Войницкого, было столь же тягостно и болезненно для ровесников актёра». Позже Иннокентий Смоктуновский в кино и Олег Басилашивили в спектакле Георгия Товстоногова дойдут до конца по пути, на который первым вступил Андрей Попов: «тема внезапной переоценки ценностей сменится темой преодоления отчаяния», — но это будет уже другая эпоха

#### Иван Грозный
Элемент непредсказуемости в жизнь Попова вносил и Л. Хейфец, в 1966 году ошеломивший самого актёра предложением сыграть главную роль в трагедии А. К. Толстого «Смерть Иоанна Грозного». Хейфецу для роли Ивана Грозного, как считал К. Рудницкий, нужен был не трагик, а актёр «утончённо-экспрессивный, нервный, внутренне мобильный, обладающий обострённой реактивностью» — то есть именно такой, как Андрей Попов.
Этот спектакль, в котором сын как будто полемизировал с отцом, а в действительности одна эпоха спорила с другой, стал событием не только театральной, но и общественной жизни — благодаря своей «обжигающей актуальности», как вспоминал много лет спустя Алексей Бартошевич. В 1946 году Алексей Попов вместе с Марией Кнебель поставил на сцене МХАТа пьесу «Иван Грозный» («Трудные годы») другого Алексея Толстого, написанную в полном соответствии с идеологическими установками тех лет: как и в первой серии фильма С. Эйзенштейна, Иван Грозный представал в ней великим стратегом, мудрым правителем и единственным, кто мог защитить народ от кровожадных бояр.
Обращение к давно забытой трагедии означало возвращение к традициям российской историографии и российской культуры. И не по случайному совпадению спектакль рождался в то же время, когда появилось известное Письмо 25 деятелей культуры и науки против реабилитации И. Сталина, подписанное в том числе и Андреем Поповым. Его Грозный и внешне не имел ничего общего с величественными образами, созданными Николаем Черкасовым в кино и Николаем Хмелёвым — в процессе репетиций — на мхатовской сцене: «Рыже-серая бородёнка, рыжий пух на плешивой голове. Нос горбатый, грубый. Вытаращенные глаза. В лице нечто вороватое».
Это был образ, чуждый публицистичности и полемичности — ни то ни другое Попова никогда не привлекало; он просто воссоздал, пишет Н. Зоркая, «запутанную, как клубок змей, уникальную душу». Как отмечал Вл. Блок, Попов в этой роли демонстрировал психологически филигранное искусство, для которого важны не результаты тех или иных, часто разнонаправленных душевных порывов, а их истоки, взаимная борьба и причудливые переплетения.
Иван Грозный стал любимой ролью Андрея Попова, ради неё он возвращался в ЦТСА на протяжении многих лет и после того, как покинул театр. Этот образ постоянно совершенствовался, обогащаясь другими ролями актёра, которые по-новому насыщали «второй план».

#### Другие роли
Другой любимой ролью стал Иван Тургенев в пьесе П. Павловского «Элегия», для постановки которой Попов пригласил в 1967 году другого ученика отца — Михаила Буткевича. В этой пьесе для двоих не было ничего актуального, она не предъявляла никаких особенных требований к режиссуре, и Буткевич не любил свою «Элегию», существовать на сцене она могла только за счет исполнителей, и спектакль жил много лет, благодаря дуэту Попов — Касаткина.
Отягощённый многими обязанностями, Андрей Попов уже заметно меньше, чем в предыдущее десятилетие, снимался в кино, чаще в небольших ролях; но среди них был и Чехов в фильме Иосифа Хейфица «В городе С.». По свидетельству Н. Зоркой, он снимался порою не потому, что нравилась роль: «аура, которую он приносил с собой на экран, позволяла оживлять эскизы и наброски», — Попова часто просили «выручить», и он выручал, по доброте или «по неумению противостоять режиссёрскому „наскоку и нахрапу“».
Любимой киноролью этого периода стал чудаковатый Соломатин в фильме Наума Бирмана «Учитель пения»; и не только потому, что этот большой ребёнок, легко находивший понимание у детей и собак и намного хуже у взрослых, был по-человечески близок актёру; в одном из интервью Попов говорил: «Я ведь бог знает сколько лет не выступал в комедийных ролях». Облик его менялся, приобретал ту солидность, даже «барственность», которая плохо сочеталась с жанром комедии. Теперь он походил на какого-нибудь ответственного работника; Борису Эрину, в то время режиссёру ЦТСА, казалось, что внешность Попова «совсем не соответствует его человеческой сущности»; Ия Саввина утверждала, что по характеру он был «полной противоположностью своему облику», но кинорежиссёры ориентировались на фактуру.

#### Уход
По «штатному расписанию» главный режиссёр должен был ставить спектакли, и Попов их ставил. Спектакли, посвящённые военной теме — «Камешки на ладони» Афанасия Салынского, «Бранденбургские ворота» Михаила Светлова и «Неизвестный солдат» Анатолия Рыбакова, — были, пишет Вл. Блок, «отмечены вкусом, добротной театральной культурой», но «не открывали новых путей в режиссуре». Самобытной режиссурой выделились два музыкальны спектакля — сказка «Солдат и Ева» по пьесе Екатерины Борисовой, «на редкость изящный спектакль», и «Ринальдо идёт в бой» Пьетро Горинеи и Сандро Джованнини, один из первых мюзиклов на драматической сцене, вызвавший в своё время даже восторженные отклики.
В целом же спектакли ставили другие, работавшие в театре очередные или приглашённые режиссёры, а на долю Попова выпало — защищать перед высоким военным начальством смелые поиски своих режиссёров и свою репертуарную политику, отбиваться, не всегда успешно, от пьес, которые, по его убеждению, не украшали афишу театра, смотреть, как закрывают спектакли, которые он поддерживал; и ещё — тушить пожары в труппе.
Защищать свою политику пришлось не только перед чиновниками. Начавшийся в середине 50-х годов расцвет российского театра изменил ситуацию по сравнению в той, в которой жил ЦТСА при Алексее Попове: в Москве оживали старые театры, появлялись новые, дерзкие — ефремовский «Современник», любимовская «Таганка»; новый тон советскому театру задавали, каждый по-своему, ученики Алексея Попова — Георгий Товстоногов в Ленинграде и Анатолий Эфрос в Москве. Обострившаяся конкуренция не позволяла жить старыми традициями, даже если они были хороши для своего времени. Но даже такой, казалось, близкий человек, как Людмила Касаткина, и на склоне лет называвшая Андрея Попова своим лучшим партнёром, упрекала его в том, что он, прислушиваясь к чьим-то недобрым советам, менял концепцию театра — своей репертуарной политикой, своими покровительством молодым и дерзким.
Он столкнулся и с тем, с чем рано или поздно сталкивались руководители всех советских театров, с их непомерно большими труппами, — недозанятостью большинства актёров, а значит — с недовольством, интригами, постоянной готовностью взбунтоваться. «Что это такое, — писал Иннокентий Смоктуновский, — полно и исчерпывающе знают, пожалуй, только дрессировщики зверей». Андрей Попов по характеру не был ни борцом, ни дрессировщиком, но и терпеть то унизительное положение, в какое ставил его начальственный произвол, тоже не мог, — в конце концов он устал вести эту постоянную борьбу на два фронта. Ему захотелось, как в лучшие времена, при отце, быть только актёром, и в 1973 году по приглашению Олега Ефремова он ушёл во МХАТ.

### МХАТ (1974—1983)
Семейный круг замкнулся: в 1918 году из Камергерского переулка молодой актёр Алексей Попов отправился в свои странствия, чтобы найти себя как режиссёра и стать в конце концов, именно в этом качестве, народным артистом СССР, профессором ГИТИСа и много кем ещё; сюда же 56 лет спустя народный артист СССР, профессор ГИТИСа и бывший главный режиссёр, уже немолодой Андрей Попов пришёл, чтобы стать просто актёром.
Олег Ефремов, за два года до этого назначенный художественным руководителем, пришёл во МХАТ, переживавший тяжёлый кризис, чтобы изменить лицо театра, уже почти забытого публикой. В противовес консервативной и развращённой большей части старой мхатовской труппы он создавал свою собственную, опираясь на то меньшинство, которое ждало перемен, и приглашая известных актёров из других театров — в эту «сборную страны» и должен был вступить Андрей Попов.
Он дебютировал на новой сцене в роли Василия Жуковского в пьесе Леонида Зорина «Медная бабушка» и, как пишет Вл. Блок, выглядел в спектакле, поставленном Ефремовым, «больше „художественником“, чем некоторые старожилы прославленной труппы».
Вторую роль на мхатовской сцене — главного героя брехтовской «Жизни Галилея» — актёр сыграл не в меру своих возможностей: следовать принципам «эпического театра» (как Юрий Любимов на Таганке) режиссёр-постановщик Владимир Богомолов оказался не готов, а попытка совместить Брехта со Станиславским, как обычно, обернулась отсутствием ясных принципов.

#### В роли педагога
Михаил Буткевич, работавший с Поповым не только в ЦТСА, но и в ГИТИСе в качестве педагога на его курсе, писал: «Он был слабый человек по сравнению с отцом, он не умел говорить „нет“». В 1968 году Попов не смог сказать «нет», когда Мария Кнебель, в то время заведующая кафедрой режиссуры в ГИТИСе, не знала, кем заменить отстранённого от преподавания Анатолия Эфроса, и согласился возглавить режиссёрский курс, будучи для молодых поклонников Эфроса незваным и нежеланным, — отправился, по выражению Буткевича, в клетку с «молодыми и голодными хищниками».
Поклонники Эфроса не понимали, чему их может научить человек, который, по представлению ректора, легендарного Матвея Горбунова, и в режиссуре, и в педагогике только тем и прославился, что был сыном выдающегося режиссёра и педагога. Но, как отмечал Л. Хейфец, Попов обладал «редчайшим педагогическим даром — не учить». А научиться у него, как оказалось, можно было многому. Он и в педагогике не боялся смелых экспериментов; по свидетельству Бориса Морозова, стремился сломать стереотипы обучения; он не ограничивал студентов в выборе материала — ставьте кого хотите, хоть Олби, хоть Беккета, — Попов требовал только одного: чтобы было понятно, не только педагогам, но в первую очередь самому студенту, почему он сегодня обратился именно к этому произведению. Для лучших из его учеников, и режиссёров, и впоследствии актёров, ориентиром в профессии стал ответ Попова на вопрос, для чего нужен театр: «В принципе театр должен помогать человеку жить».
Работвашие с Поповым педагоги расходились во взглядах, выражая типичные для того времени тенденции: если Буткевич требовал, чтобы все работы студентов оценивались исключительно с точки зрения искусства, то Ирина Судакова исповедовала принцип «как бы чего не вышло», а бывший декан, разжалованный в педагоги, любил напоминать, куда бы за такое творчество отправили в те времена, когда он сам был студентом. Буткевич на конкретном примере описывал характерное для Попова поведение в роли арбитра: «Попов втянул голову в плечи и робко повернул её к моим коллегам; он колебался, он всегда ведь колебался, он без этого не мог, — он промямлил невнятно, но промямлил то, что надо».
Свобода, которую Попов предоставил своим ученикам — а в их числе были, кроме Морозова, Анатолий Васильев, Иосиф Райхельгауз, Рифкат Исрафилов и Андрей Андреев, —  для того времени оказалась чрезмерной, способствовала не только раскрытию талантов, но и созданию скандальной репутации. То, что на курсе Попова «вспыхнуло быстро и свежо сразу несколько режиссёрских имён», по свидетельству Л. Хейфеца, было редкостью. Но на втором году обучения от расформирования этот курс спасло только решение Кнебель взять половину его под своё руководство, и Попов таким образом избавился от самых неуправляемых — Васильева и Андреева.
В конце концов, и Буткевич понимал, что вечные колебания Попова были оборотной стороной присущего ему чувства ответственности, и в итоге признал: «По сравнению с папой он был, конечно, слабак, но по сравнению с нами остальными, со всей нашей ненадёжной актёрской и режиссёрской шушерой, он был большой человек. Вскоре это поняли и наши студенты. До последних его дней они платили… Попову сполна — нежной преданностью и безусловным уважением…»
Любовь студентов к Попову была взаимной, и в 1976 году он в очередной раз не смог сказать «нет», когда ему предложили возглавить Театр имени К.С. Станиславского: речь шла о его учениках.

#### Театр имени К.С. Станиславского
Театр имени К.С. Станиславского, основанный в 1935 году самим Станиславским как Оперно-драматическая студия, с первых лет своего существования находился под опекой Художественного театра; в 1950—1963 годах его возглавлял, без отрыва от МХАТа, Михаил Яншин, и не было ничего необычного в том, что теперь, точно так же, не покидая МХАТ, возглавить театр предложили Андрею Попову, уже имевшему необходимый опыт: коллектив переживал очередной, затянувшийся кризис.
В этот раз Попову предложили именно художественное руководство: по замыслу, он должен был прийти в театр со своими учениками. Отдать его на откуп молодым режиссёрам было немыслимо; кто-то должен был присматривать за этой молодёжью и отвечать за неё своей головой.
Ударную тройку составили Анатолий Васильев, Борис Морозов и Иосиф Райхельгауз; они поставили ряд новаторских спектаклей, заставив говорить о себе всю Москву, вернули в театр зрителей и удостоились самых щедрых похвал со стороны критиков. «Там началась театральная революция 70-х годов», — напишет годы спустя Анатолий Смелянский. Попов, выпустив в 1973 году режиссёрский курс, два года спустя взял актёрский, пригласив в качестве педагогов Эрина, Васильева, Морозова и Райхельгауза, — теперь он открыл двери театра и для своих студентов-актёров. Театр имени К.С. Станиславского, по словам Виталия Максимова, превращался в настоящую «студию Попова»; но — не превратился.
«Какой-то рок тяготел, — писал Вл. Блок, — над его благими начинаниями, когда он замахивался на бо́льшее, чем муки преодоления трудностей очередной роли». К. Рудницкий считал, что этот рок — неизбежная борьба на два фронта — тяготел над всем советским театром. «Чиновники обожали серый цвет», — объяснял М. Буткевич, и в этом с ним солидаризировался А. Смелянский. Ученики завлекали зрителей нетрадиционным репертуаром, вроде «Первой редакции „Вассы Железновой“», пьесы С. Шальтяниса «Брысь, костлявая, брысь!» или «Взрослой дочери молодого человека» В. Славкина, а Попову в высоких кабинетах объясняли, чем хороший вкус отличается от плохого.
Ученики предавались творчеству, а на плечи Попова легли совершенно чуждые ему административные обязанности. «Увлёкшись... предоставленной нам свободой, — писал Б. Морозов, —  мы подчас... рассматривали его не как истинного художественного руководителя, но как человека, который своим авторитетом должен способствовать нам подняться».
И вновь открылся второй фронт; как вспоминал Вл. Блок, «обиженная обновлением театра часть труппы, ревнивая к успехам другой её части, сомкнулась с охранителями сценической рутины за её пределами». Для Попова повторялась хорошо знакомая история, но за недолгие годы, прошедшие после ухода из ЦТСА, борцом он не стал — он подал заявление об отставке. «Революция» закончилась, едва начавшись, и А. Смелянский через 20 лет бросит Попову упрёк: «Он просто ушёл в сторону, как и положено чеховскому человеку».
И всё же годы спустя никто из очевидцев не считал эту вторую попытку Попова просто очередной неудачей: он предоставил своим ученикам-режиссёрам возможность заявить о себе в полный голос, что само по себе было редкой удачей, — и их услышали; он позволил своим ученикам-актёрам показать себя не в учебных спектаклях, а на профессиональной сцене — и почти все они по окончании ГИТИСа получили приглашения в столичные театры, случай небывалый. Один из этих учеников, Сергей Колтаков, уже после смерти Попова писал: «…Его нет, а я продолжаю жить и пользоваться его именем. Имя его доныне как гарант качества».

#### И снова Чехов
В 60-е и 70-е годы Попов нередко, особенно в кино, словно оправдывал предсказание Нины Велеховой — выглядел «обычным, крепким, средним актёром». Но, как говорил И.А. Крылов, «курам никогда до облак не подняться», а Попов вновь и вновь поднимался, и обычно это происходило в ролях классического репертуара.
Первой чеховской ролью Попова во МХАТе стал Лебедев в «Иванове», поставленном Олегом Ефремовым в 1976 году. Ефремову нужен был Попов, чтобы вместо привычного суетливого старичка зрители увидели человека, в чьих манерах, осанке угадывались бы и Петербург, и университет, и былая «общность идей» с Ивановым; человека, который мог бы встать в один ряд с Астровым и Войницким, с самим Ивановым — чеховскими интеллигентами, умными, образованными, тонко чувствующими, но не способными противостоять житейской пошлости. Героические попытки Лебедева — Попова преодолеть собственную беспомощность вызывали, по словам Вл. Блока, одновременно и восхищение его добротой, и щемящую жалость, отодвигая на второй план даже драму Иванова.
Человек ещё совсем не старый, но духовно оскудевший, Лебедев стал антиподом другой чеховской роли Попова, впервые сыгранной в 1980 году, — Сорина в «Чайке» О. Ефремова. У Попова Сорин был глубоким стариком, вечно заспанным, больным, но жизнь его была наполнена молодым чувством: он любил Ниную Заречную и расцветал, едва она появлялась. Эта вычитанная у Чехова между строк безнадежная поздняя любовь становилась для Сорина Попова блаженством, дарила ему тютчевский «прощальный свет», возрождая любовь к жизни и первозданный интерес ко всему сущему.
О двух чеховских ролях Попова А. Смелянский писал: «…Это были едва ли не высшие минуты того актёрства, которое О.Н. хотел бы видеть как норму в Художественном театре. Объём того, что выражено, и того, что осталось и просвечивает на глубине, — вот чем поражал Попов». К. Рудницкий говорил о «редчайшей слитности утончённого мастерства с высокой и грустной поэзией».
В кино Андрей Попов сыграл роль, которую критики единодушно причисляют к лучшим его работам, — слугу Захара в  фильме Никиты Михалкова «Несколько дней из жизни И. И. Обломова», вышедшем на экраны в 1979 году. В этой роли Попов заставил Нею Зоркую вспомнить гротескно-характерные образы его молодости — своей странной пластикой и походкой, словно он проводил жизнь, свернувшись клубком, и стоять ему было непривычно; он всё ронял и ломал, потому что у него были слишком длинные и оттого неловкие руки. Захар Попова, дремучий, ворчливый, постоянно что-то бормочущий себе под нос, беззлобно и неразборчиво, — как признавался сам актёр, это был непрерывный мат, — и в то же время любящий, преданный, нёс в себе, по словам Вл. Блока, какую-то загадку, нечто такое, что может в любой момент обернуться какой-нибудь неожиданностью: «его „ограниченность“ имеет бездонную глубину».
В последние годы Андрей Попов руководил актёрской мастерской в Школе-студии МХАТ, но выпустить своих последних учеников не успел. Анатолий Васильев во МХАТе ставил для своего учителя шекспировского «Короля Лира», но эту роль Попов не сыграл.

### Прощание
В мае 1983 года МХАТ отправился в длительные зарубежные гастроли без Попова: он медленно возвращался к жизни после остановки сердца во время операции. Но казалось, что возвращался. Известие о смерти актёра 10 июня пришло в Брно, когда труппа играла его любимую «Чайку».
В Москве с Андреем Поповым прощались два театра. В переполненном здании МХАТа в отсутствие труппы с ним, как с народным артистом СССР, прощались представители официальных инстанций и московской театральной общественности; прибыла даже делегация из Ленинграда — от Большого драматического. Затем траурный кортеж проследовал на Суворовскую площадь, в  ЦТСА. «…Как бы сердечно и деликатно ни относились к нему во МХАТе, — писал Леонид Хейфец, — уход его из ЦТСА был уходом из своего дома. Может, поэтому так непереносимо скорбно было прощание его, уже неживого, со сценой, которой отданы были все лучшие годы жизни…»
Этот театр прощался с Андреем Поповым в декорациях его любимого спектакля — «Смерть Иоанна Грозного», под звуки старинного русского хорала. «Армейцы» и проводили своего бывшего главного режиссёра на Введенское кладбище

### Семья
Родители
Отец, Алексей Дмитриевич Попов (1892—1961), актёр, театральный режиссёр, теоретик театра и педагог, со своей будущей женой, Анной Александровной Преображенской (1885—1972), познакомился во время Первой мировой войны: врач по профессии, она работала в военном лазарете, организованном при Художественном театре; в  1917 году они поженились.
Жена
Ирина Владимировна Македонская (1913—2006), артистка балета, театральный режиссёр, заслуженный деятель искусств РСФСР, на протяжении многих лет выступала на сцене Большого театра, а в дальнейшем работала в качестве режиссёра в его оперной труппе. Андрей Попов познакомился с Ириной Македонской в 1945 году, когда она училась в ГИТИСе на режиссёрском курсе Алексея Попова. Поженились в 1946 году: детей в браке не было.

## Творчество

### Театральные работы

#### Актёр

##### Центральный театр Советской армии
- 1941 — «Пархоменко» Вс. В. Иванова, постановка В.П. Пильдона, А.Л. Шапса — начальник всеобуча
- 1941 — «Укрощение строптивой» У. Шекспира, постановка А.Д. Попова — Учитель
- 1943 — «Бессмертный» А. Н. Арбузова
- 1942 — «Давным-давно» А.К. Гладкова (муз. Т. Н. Хренникова), постановка А.Д. Попова — гусар (эпизод)
- 1944 — «Сталинградцы» Ю. П. Чепурина, постановка: А.Д. Попова — писарь наградного отдела.
- 1945 — «Копилка» Э. Лабиша и А.Делакруа, постановка Б. Афонина — Сильвен
- 1946 — «Опасный возраст» А. Пинеро — Сис Феррингтон
- 1946 — «Учитель танцев» Л. де Веги, постановка В.С. Канцеля — Белардо
- 1947 — «За тех, кто в море!» Б.А. Лавренёва, постановка Д.В. Тункеля — Клобуков
- 1949 — «Степь широкая» Н.Г. Винникова, постановка А.Д. Попова, А.З. Окунчикова — журналист Слёзкин
- 1949 — «На той стороне» А. Барянова, постановка В.С. Канцеля — Болдырев
- 1951 — «Ревизор» Н В. Гоголя., постановка А.Д. Попова, А.З. Окунчиков — Хлестаков
- 1955 — «Давным-давно» А.К. Гладкова, постановка А.Д. Попова — поручик Ржевский
- 1955 — «Воевода» А.Н. Островского — Бессудный
- 1956 — «Укрощение строптивой» У. Шекспир, постановка А.Д. Попова Петруччо
- 1956 — «Москва. Кремль» А.Н. Афиногенова, постановка А.Д. Попова и А.Б. Шатрина — Дзержинский
- 1957 — «Мой друг» Н Ф. Погодина, постановка Д.В. Тункеля — Григорий Гай
- 1957 — «Последняя остановка» Э.М. Ремарк, постановка А.З. Окунчикова — антифашист Росс
- 1958 — «Светлый май» Л.Г. Зорина, постановка Д.В. Тункеля — Костромин
- 1959 — «Барабанщица» А.Д. Салынского, постановка А.З. Окунчикова — Фёдор
- 1959 — «Внук короля» Л.Р. Шейнина (муз. К. С. Хачатуряна), постановка А.Б. Шатрина, Д.В. Тункеля — Гарвуд
- 1961 — «Океан» А.П. Штейна, постановка А.Л. Дунаева — капитан Платонов
- 1962 — «Яков Богомолов» М. Горького; постановка Б.В. Эрина — Яков Богомолов
- 1963 — «Физики» Ф. Дюрренматта; постановка Б.В. Эрина — Мёбиус
- 1964 — «Свет далёкой звезды» А. Б. Чаковского и П.И. Павловского, постановка И.Г. Гаручавой — лётчик Завьялов
- 1965 — «Вишнёвый сад» А. П. Чехова, постановка М.О. Кнебель — Епиходов
- 1966 — «Смерть Иоанна Грозного» А. К. Толстого, постановка Л.Е. Хейфеца — Иоанн Грозный
- 1966 — «Влюблённый лев» Ш. Дилени, постановка М.О. Кнебель — Фрэнк
- 1968 — «Элегия» П И. Павловского, постановка М.М. Буткевича — И. С. Тургенев
- 1969 — «Мастер времени, или Часовщик и курица» И. А. Кочерги, постановка Л.Е. Хейфеца — Карфункель
- 1970 — «Дядя Ваня» А.П. Чехова, постановка Л.Е. Хейфеца — Войницкий
- 1971 — «А зори здесь тихие…» по Б. Л. Васильеву, постановка Б.В. Эрина — старшина Васков
- 1972 — «Тот, кто получает пощёчины» Л.Н. Андреева, постановка М. О. Кнебель, А.В. Бурдонского — Тот[136]

##### МХАТ
- 1975 — «Жизнь Галилея» Б. Брехта, постановка В. Богомолова — Галилей
- 1975 — «Медная бабушка» Л.Г. Зорина, постановка О.Н. Ефремова — Жуковский
- 1976 — «Иванов» А.П. Чехова. постановка О.Н. Ефремова — Лебедев
- 1977 — «Обратная связь» А.И. Гельмана, постановка О. Н. Ефремова — Лоншаков Ролан Матвеевич, первый секретарь обкома КПСС
- 1978 — «Эльдорадо» А. Н. Соколовой, постановка О.Н. Ефремова — Он
- 1979 — «Утиная охота» А. В. Вампилова, постановка О. Н. Ефремова — Кушак
- 1980 — «Чайка» А.П. Чехова, постановка О. Н. Ефремова — Сорин
- 1981 — «Отец и сын» Ф. Кафки, постановка М.Г. Розовского — отец Кафки[137].

#### Режиссёр
Центральный театр Советской армии
- 1960 — «Он сказал нет» А. Хьеланна
- 1965 — «Солдат и Ева» Е. Б. Борисовой (муз. А. И. Островского, совместная постановка с А. Муатом)
- 1965 — «Камешки на ладони» А. Д. Салынского
- 1968 — «Бранденбургские ворота» М. А. Светлова
- 1969 — «Ринальдо идёт в бой» П. Гаринеи и С. Джованнини (муз. Д. Модуньо)
- 1971 — «Неизвестный солдат» А. Н. Рыбакова

### Телеспектакли
- 1973 — Разные люди — Николай Ильич Чудаков, мастер на заводе
- 1975 — Возвращение — Степан Петрович Барсуков
- 1976 — Красная гостиница — от автора
- 1976 — Степной король Лир — Мартын Петрович Харлов
- 1976 — Фантазия (фильм-балет) — Ипполит Полозов
- 1977 — Доходное место — Аристарх Владимирович Вышневский
- 1977 — Любовь Яровая — Максим Горностаев
- 1980 — А. П. Чехов. Рассказы — от автора
- 1981 — Этот фантастический мир (вып. 5, новелла «О скитаниях вечных и о Земле») — Генри Уильям Филд
- 1982 — Кафедра — Леонид Сергеевич Гурин
- 1983 — Ванина Ванини — от автора

### Фильмография
Актёр
- 1930 — Крупная неприятность — ученик
- 1947 — Марите — Миколас
- 1950 — Мусоргский — Н. А. Римский-Корсаков
- 1951 — Незабываемый 1919 год — Николай Неклюдов
- 1952 — Композитор Глинка — Владимир Стасов
- 1953 — Вихри враждебные — Локкарт
- 1953 — Налим (короткометражный) — Герасим
- 1954 — Шведская спичка — Дюковский
- 1955 — Дорога — Сергей Игнатьевич Байталин
- 1955 — Отелло — Яго
- 1956 — Челкаш (короткометражный) — Челкаш
- 1957 — Гуттаперчевый мальчик — граф Листомиров
- 1957 — Поединок — Назанский
- 1958 — Память сердца — Ральф Чадвик, английский лётчик
- 1959 — Мечты сбываются — Ильченко
- 1960 — Кроткая — ростовщик
- 1960 — Русский сувенир — Эдлай Хантор Скотт
- 1961 — Укрощение строптивой — Петруччо
- 1962 — Монета (новелла «Игра») — отец
- 1963 — Всё остаётся людям — отец Серафим
- 1964 — Гамлет — эпизод
- 1964 — Палата — Новиков, писатель
- 1966 — В городе С. — Чехов
- 1966 — Дневные звёзды — отец Ольги Берггольц
- 1967 — Седьмой спутник — Евгений Павлович Адамов, военспец
- 1970 — Кража — Александр Николаевич, скульптор
- 1971 — Последнее дело комиссара Берлаха — Эменбергер
- 1972 — Укрощение огня — Логунов, представитель ЦК партии
- 1972 — Учитель пения — Ефрем Николаевич Соломатин, учитель пения
- 1974 — Повесть о человеческом сердце — Сергей Сергеевич Крымов, кардиохирург
- 1975 — Шаг навстречу (новелла «Дочь капитана») — капитан
- 1977 — Диалог — немецкий писатель
- 1977 — Как Иванушка-дурачок за чудом ходил — Лукомор Лукоморыч
- 1979 — Несколько дней из жизни И. И. Обломова — Захар, слуга Обломова
- 1979 — Сватовство гусара — Потап Иванович Лоскутков, ростовщик
- 1981 — Февральский ветер — Данович
- 1982 — Кафедра — Завалишин
- 1982 — т/ф Солнечный ветер — Званцев[138]

Режиссёр
- 1973 — Волны над нами (фильм-спектакль) (совместно с Б. А. Морозовым, Т. Татарашвили)
- 1973 — Ступени (фильм-спектакль) (совместно с А. А. Петровым)

Озвучивание
- 1954 — Возраст любви — Альберто Мендес Техада, сын (роль А. Дальбеса)
- 1960 — Прыжок на заре — текст от автора
- 1965 — Фантомас разбушевался — министр (роль Р. Ле Беаля)
- 1966 — Большая прогулка — Огюстен Бюве (роль Бурвиля)
- 1966 — Друг Горького — Андреева (документальный)
- 1966 — Шуточка — читает текст
- 1970 — Ференц Лист. Грёзы любви — Ференц Лист (роль И. Шинковича)
- 1972 — Белая дача (документальный) — читает и рассказывает
- 1974 — Потоп — Януш Радзивилл (роль В. Ханьча)
- 1974 — Похождения Чичикова. Ноздрёв (анимационный) — Ноздрёв
- 1976 — Подранки — Сергей Макарович (роль П. А. Крымова)
- 1980 — Карл Маркс. Молодые годы — Карл Маркс в старости

Участие в фильмах
- 1974 — Мир Николая Симонова (документальный)
- 1981 — Посылаю Вам пьесу (документальный) — ведущий

Архивные кадры
- 1999 — Андрей Попов (из цикла телепрограмм канала ОРТ «Чтобы помнили») (документальный)
- 2010 — Двое против Фантомаса. Де Фюнес — Кенигсон (документальный)

## Звания и награды
- Заслуженный артист РСФСР (08.04.1954)[139]
- Народный артист РСФСР (10.10.1959)
- Народный артист СССР (1965)[2]
- Сталинская премия второй степени (1950) — за роль журналиста Слёзкина в спектакле «Степь широкая» по пьесе Н.Г. Винникова[2]
- Орден Трудового Красного Знамени (1967)
- Орден Октябрьской Революции (1978)

## Комментарии
1. ↑  Николай Хмелёв умер во время генеральной репетиции[68].
2. ↑  Буткевич приписывает эту идею одному из учеников Попова — Александру Литкенсу[105]
3. ↑  В роли Сорина Попова заменял Владлен Давыдов[130]